# Ligny-en-Barrois
Ligny-en-Barrois település Franciaországban, Meuse megyében. Lakosainak száma 3696 fő (2022. január 1.). Ligny-en-Barrois Velaines, Willeroncourt, Le Bouchon-sur-Saulx, Dammarie-sur-Saulx, Fouchères-aux-Bois, Givrauval, Maulan, Chanteraine, Nant-le-Grand és Villers-le-Sec községekkel határos.

## Népesség
A település népességének változása:
| Lakosok száma | 5861 | 5591 | 5342 | 4609 | 4136 | 4085 | 4052 | 4018 | 3909 | 3696 |
|               | 1968 | 1982 | 1990 | 2006 | 2013 | 2015 | 2017 | 2019 | 2020 | 2022 |